# Penitenciarul-Spital Târgu Ocna

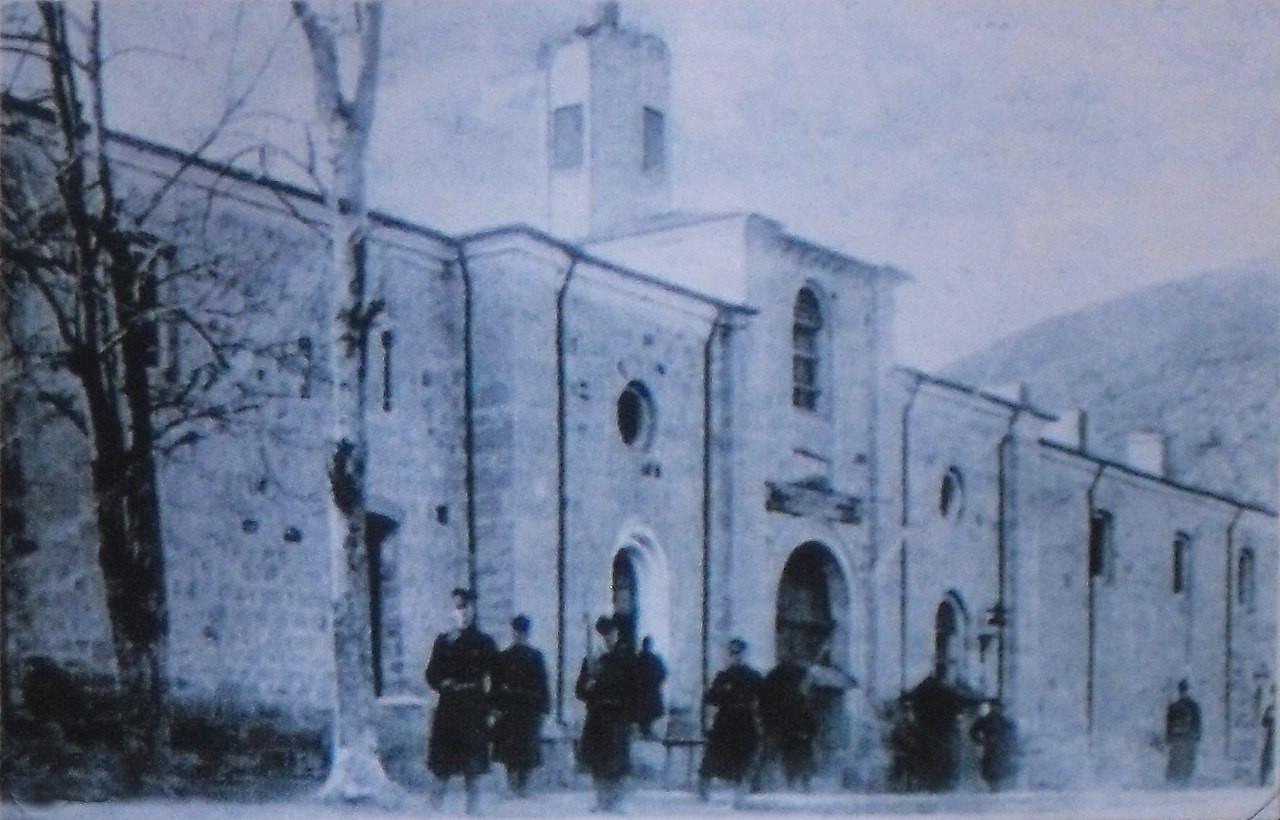
Închisoarea de muncă silnică Târgu Ocna (1906)

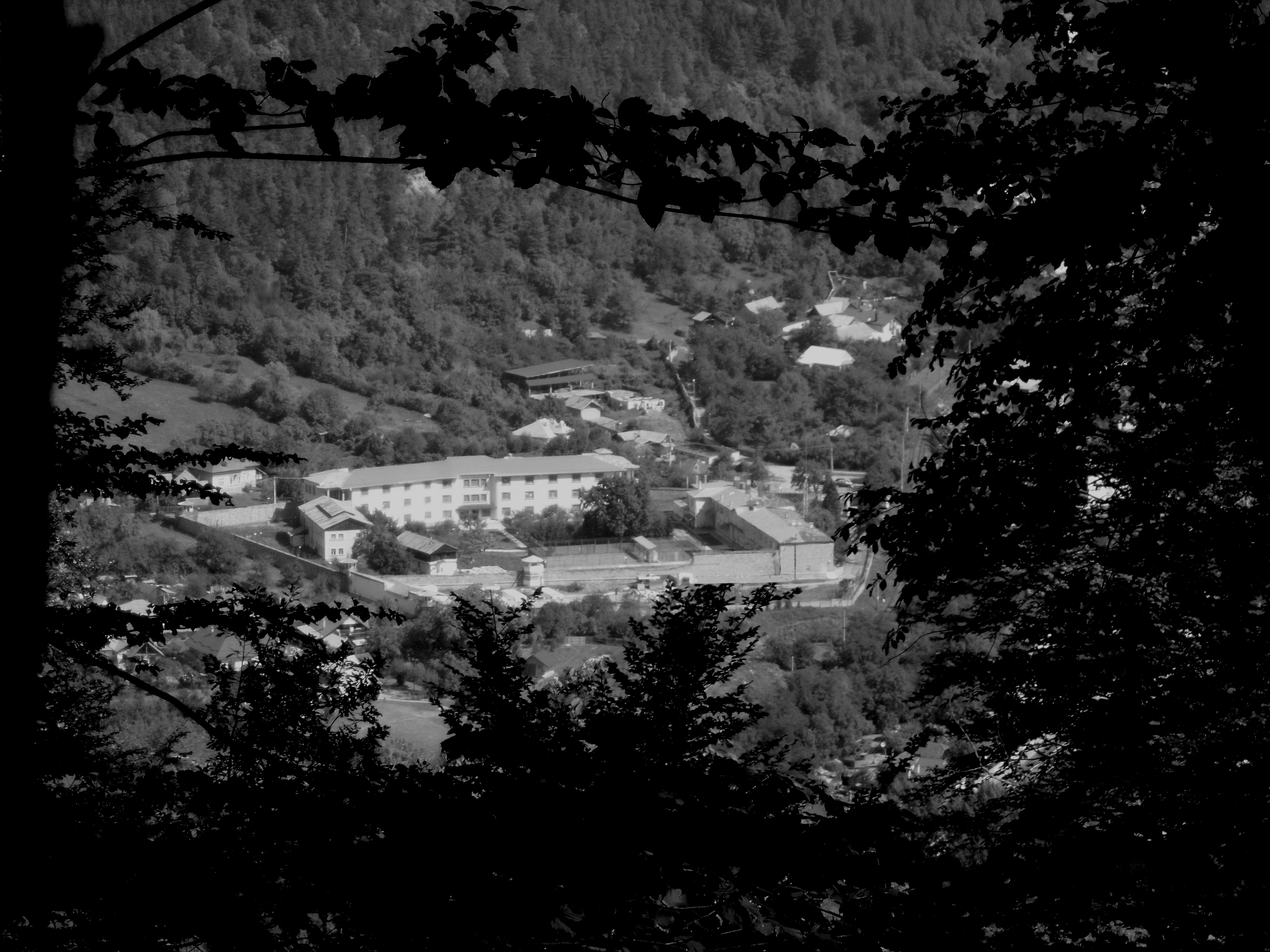
Penitenciarul-Spital Târgu Ocna văzut de la circa 1 km distanță

Penitenciarul-Spital Târgu Ocna (denumit între 1855–1931 Închisoarea centrală de muncă silnică Târgu Ocna și supranumit „Castelul Arestaților Ocnelor”) este o instituție aflată în subordinea Administrației Naționale a Penitenciarelor și situată în stațiunea Târgu Ocna din Județul Bacău, Moldova, România.
Misiunea instituției este de tratare a tuberculozei pulmonare și bolilor cronice; recuperare psiho-socială, formarea și dezvoltarea unor abilități sociale, care să permită însușirea unui comportament responsabil pentru reintegrarea în societate. Penitenciarul este destinat recuperării medicale și psihosociale a persoanelor private de libertate arestate preventive, condamnate definitiv care au săvârșit fapte penale.
De-a lungul timpului, au fost închiși, printre alții, deținuți comuniști în anii 1920 și 1930 precum Chivu Stoica, Alexandru Drăghici, Gheorghe Apostol, Alexandru Moghioroș, Simion Bughici și Marin Florea Ionescu. După Al Doilea Război Mondial au fost închiși legionari, militari ai regimului Ion Antonescu sau de alte categorii precum Constantin Tobescu, Constantin Oprișan, Richard Wurmbrand, Valeriu Gafencu, Ilie Lăcătușu, Ioan Ianolide și Petre Leșcenco.

## Date generale
Pavilionul principal este compus din parter și un etaj, prevăzut cu subsol cu două beciuri, construit cu pereți din piatră, se menține și în prezent, fiind utilizat ca pavilion administrativ și de comandă la parter, iar la etaj sunt spații destinate cazării pentru condamnați.
Noua clădire a închisorii ordonată a se construi de către domnitorul Grigore Ghica, pe același teren unde se afla castelul său, avea forma unei potcoave, iar intrarea în închisoare se făcea tot pe poarta castelului. Capacitatea închisorii construite era de 12 camere, iar în fiecare cameră încăpeau 25 până la 30 de condamnați, ceea ce înseamnă că în închisoare în total puteau fi cazați până la 400 de condamnați. Spitalul obiectivului deținea 12 paturi la sfârșitul secolului XIX.
Garda închisorii era anexată Batalionului permanent 15 Războieni din oraș.
Ansamblul de clădiri ale închisorii formate astfel era folosit în felul următor: parterul pavilionului administrativ se folosea pentru administrația închisorii, etajul era folosit pentru magazii și pentru capela „Sfinții Cosma și Damian”, cele doua beciuri de la subsol au fost amenajate pentru bucătărie și brutărie condamnați, închisoarea propriu-zisă, era utilizată pentru cazarea condamnaților pe timp de noapte, ziua aceștia fiind în ocne la extragerea sării.
În anul 1936 s-a început construirea unei noi clădiri cu profil de sanatoriu TBC, un edificiu cu trei niveluri, care a fost dat în folosință în anul 1939, când s-a început și demolarea treptată a vechii închisori, mai puțin a clădirii administrative sau a fostului conac domnesc. Piatra rezultată din demolări a servit ulterior la construirea zidului împrejmuitor al noii închisori.

## Istoric

### Perioada încarcerării în ocne

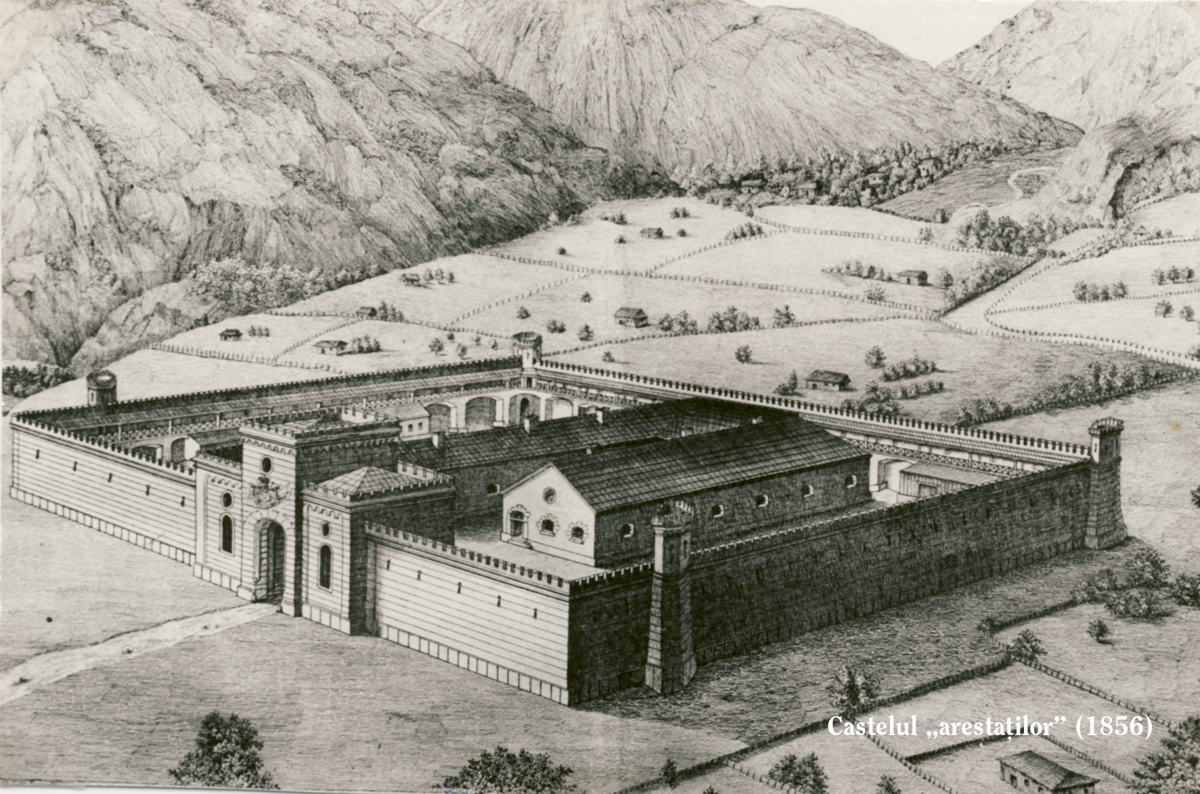
Schița viitorului castel al arestaților ocnelor

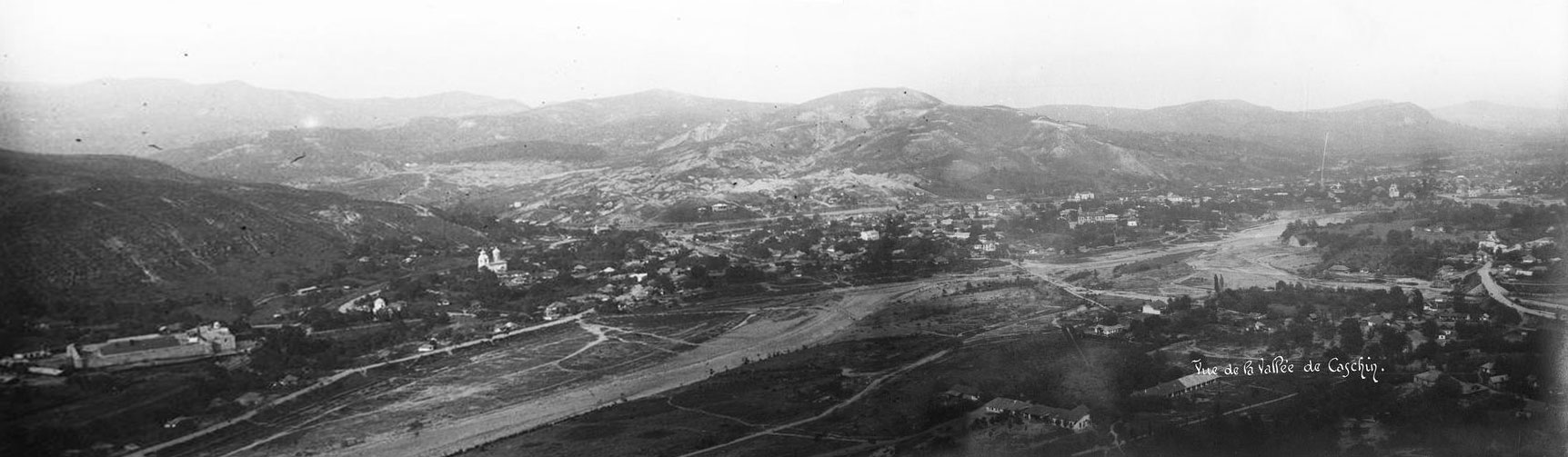
Penitenciarul în anul 1917 (stânga) înainte de a fi reclădit. Se remarcă pavilionul-închisoare sub formă de potcoavă.

În secolul al XVII-lea, în cadrul ocnelor de sare se deosebesc două categorii de muncitori:
- muncitorii liberi: – ocolașii (refetașii-muncitori împroprietăriți, cu drepturi ce reveneau oricărui slujitor al statului) și șavgăii (muncitori mineri secui veniți din Transilvania);[5]
- criminalii – „ocnașii” care erau condamnați la muncă pentru grave delicte.[5]

În Evul Mediu condamnarea la moarte era cea mai grea pedeapsă, urmând condamnarea la ocnă ce consta în munca silnică în saline pentru delicte grave: bigamie, tâlhărie la drumul mare, răpirea de femei și minore, viol. Folosirea condamnaților în munca din ocne este amintită de călătorii străini din secolul al XVII-lea precum: Pietro Deodato Bakšić (1641), Marco Bandini (1646) sau Evliya Çelebi (1659). În secolul următor apar numeroase porunci domnești prin care sunt trimiși la ocnă diverși condamnați, printre care este amintit paharnicul Iordache Darie Dărmănescu, trimis la ocnă de către domnitorul Constantin Moruzi.
În cadrul salinei existau mai multe ocne: „Ocna Grebleș”, „Ocna Surpată”, „Ocna Tălharilor”, „Ocna cu Brad”, „Ocna Cantemir”, „Ocnele Unite”, „Ocnița”, ce alcătuiau o serie de goluri subterane, situate între pârâul Grebleș și pârâul Trifu. Exploatarea sării se făcea în mai multe ocne concomitent, dar în una singură munceau condamnații la muncă silnică, introduși în ocnă la începutul executării pedepsei și ieșind de două ori pe an, cu ocazia sărbătorilor religioase importante.
Din datele statistice existente pentru prima jumătate a secolului al XIX-lea reiese că numărul celor condamnați depășea rareori 100, 46 în 1839 (cei mai puțini) și 188 (cei mai mulți).
Până în 1851, ocnașii erau ținuți în celule săpate în ocnă și târau după ei câte un butuc din lemn prins cu lanțuri, cu care erau și îngropați după moarte. Unora le era capul legat între picioare cu lanțuri, în poziția broaștei, până mureau. La scoaterea din ocnă aceștia orbeau la contactul cu lumina, iar la sărbătorile de Paști și Crăciun mureau de ordinul zecilor din cauza schimbării regimului alimentar. Media de viață a unui ocnaș era între 6 și 7 ani.
Viața grea a condamnaților a fost consemnată într-un raport din 1847 către Comitetul Sănătății al Principatului Moldovei de către protomedicul Gheorghe Cuciureanu:
„În cât timp mă aflam în Târgul Ocnilor m-am dus și până la groapa osândiților spre a cerceta starea în care se află acei nenorociți; însă rezultatul acelei cercetări infiorează suvenirul fiecăruia, căci sărmanii sunt cu totul lepădați de societate. Nu-i destul că n-au lumină, că muncesc în întuneric, în umezeală și în putoare, dar pe lângă aceste apoi și mâncarea lor este foarte ră, făină necernută, carnea cea mai proastă, schimbarea de cămașă la giumătate de an odată, după ce se rupe de mârșăvie și de insecturi; la boale îi scot numai ca să primească un leac de la hirurg și să se întoarcă iarăși în întuneric și miazmă; niciodată nu au mângâiere duhovnicească și, prin urmare, rămân lepădați acolo, nu în scopul îndreptării, care este unicul adevărat țel al pedepsei, ci spre a face fiare sălbatice, care când ies, să fie firește și mai vătămători societății.”
Un prim regulament „pentru ținerea tâlharilor în groapa ocnii” fusese elaborat în anul 1834 de către Iacovache Veisa și acorda însemnătate atribuții Cămării Ocnelor, nu s-au înregistrat progrese în ameliorarea condițiilor de viață ale condamnaților. Ideea înființării unei închisori pentru condamnații bolnavi exista din 1838 și a fost reluată în anul 1847 de către protomedicul Gheorghe Cuciureanu care propunea „o casă solidă” în ocnă, „un mic spital”, „un mic capital” la eliberare și educație duhovnicească săptămânal.

### Construcția închisorii

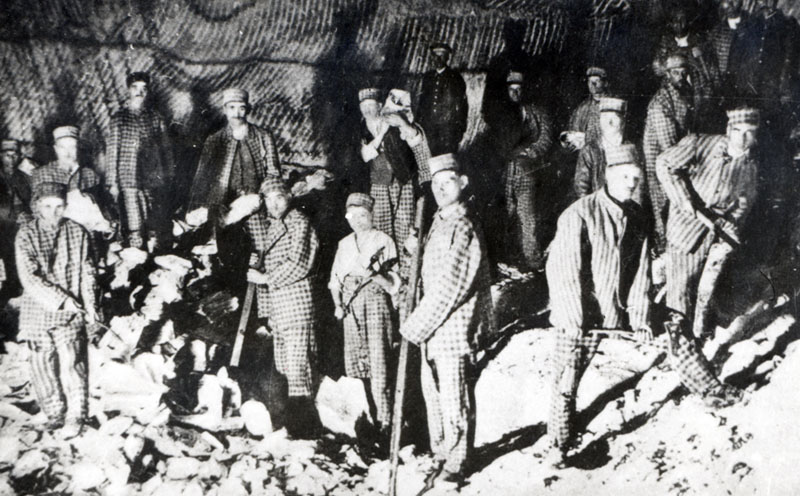
Deținuții tăind sare în ocna „Moldova Veche” (1934)

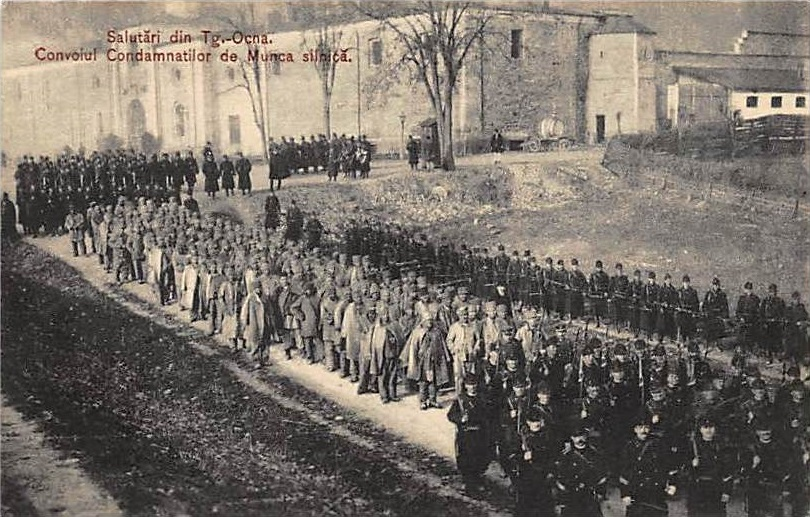
Ducerea deținuților de la Închisoarea de muncă silnică la ocnă

Din cauza adâncimii mari accesul în ocnă era dificil. Pentru a economisi timp și pentru mărirea producției, cererile devenind tot mai mari, ocnașii rămâneau 24 de ore în adâncul minei. Această situație a avut repercusiuni asupra sănătății deținuților, lucru demonstrat În afișul adresat de domnitorul Grigore Alexandru Ghica către Consiliul Administrativ al Moldovei. Domnitorul a fost impresionat de soarta nenorociților care:
„...își ispășeau pedeapsa fără să mai iasă din ocnă fără a se bucură vreodată de lumina și de aer curat, din care li se pricinuise de multe ori boale grele și chiar perderea vieții” și a dispus a se înființa din veniturile Departamentului lucrărilor publice în mahalaua Văleni „...o închisoare solidă cu zid prin pregiur în apropiere de Groapă Ocnei, care va sluji de adăpost vinovaților în vreme de noapte”, prin Opisul domnesc nr. 46 din 3 iulie 1851. „Cine nu va binecuvânta o asemenea îngrijire de filantropie și nu va dori din inimă să o vadă îndeplinită, deschisă în Moldova pentru ușurarea omenirii pătiminde, care din adâncul întuneric înalță cuvinte de recunoștință asupra strălucitului urzitor al acestui așezamânt”. Proiectul nu a fost destinat direct pentru a ameliora viața condamnaților, cât din rațiuni de eficiență a muncii în ocnă.

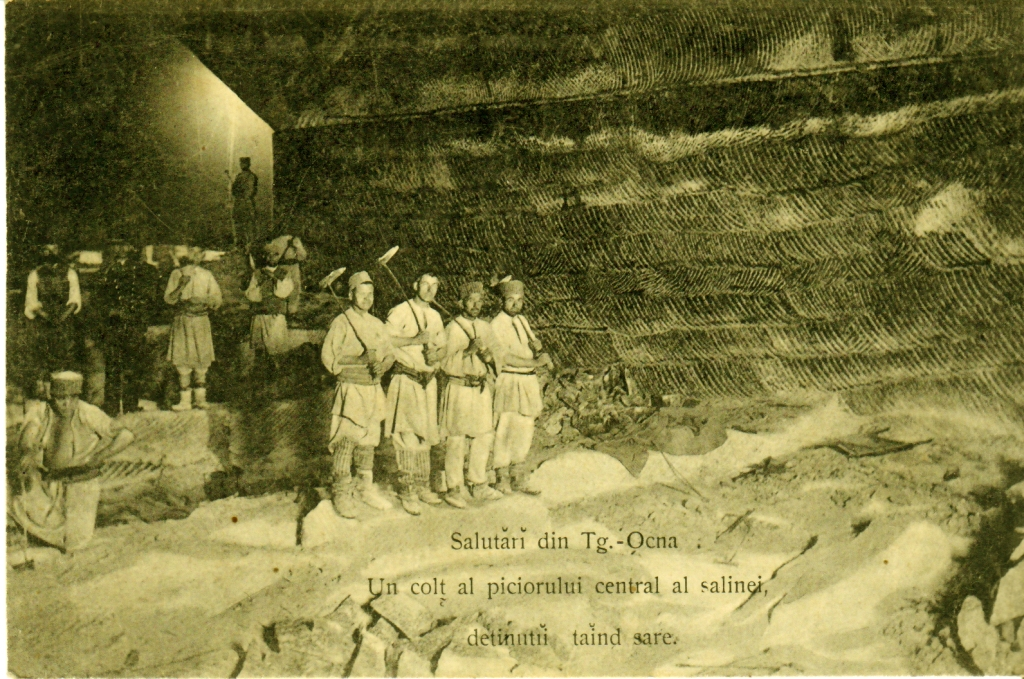
Deținuți în ocna Moldova Veche (1906)
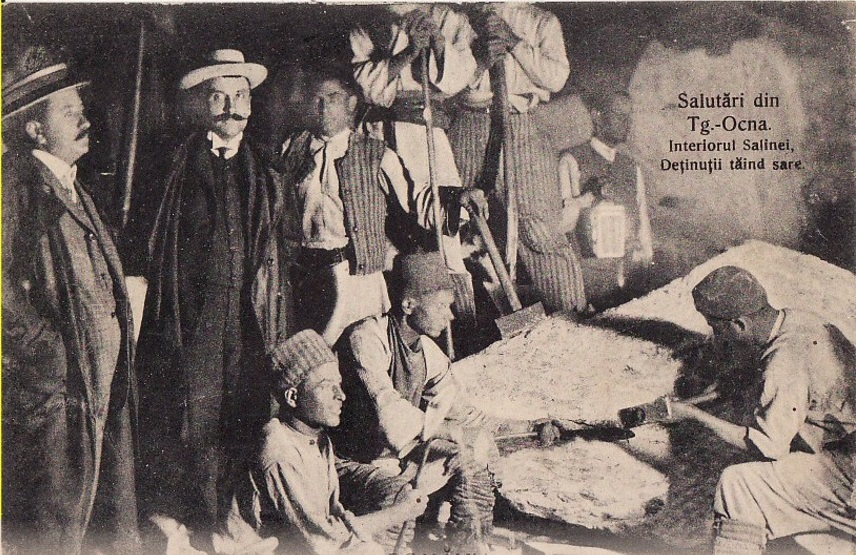
Deținuți tăind sare (anii 1920)
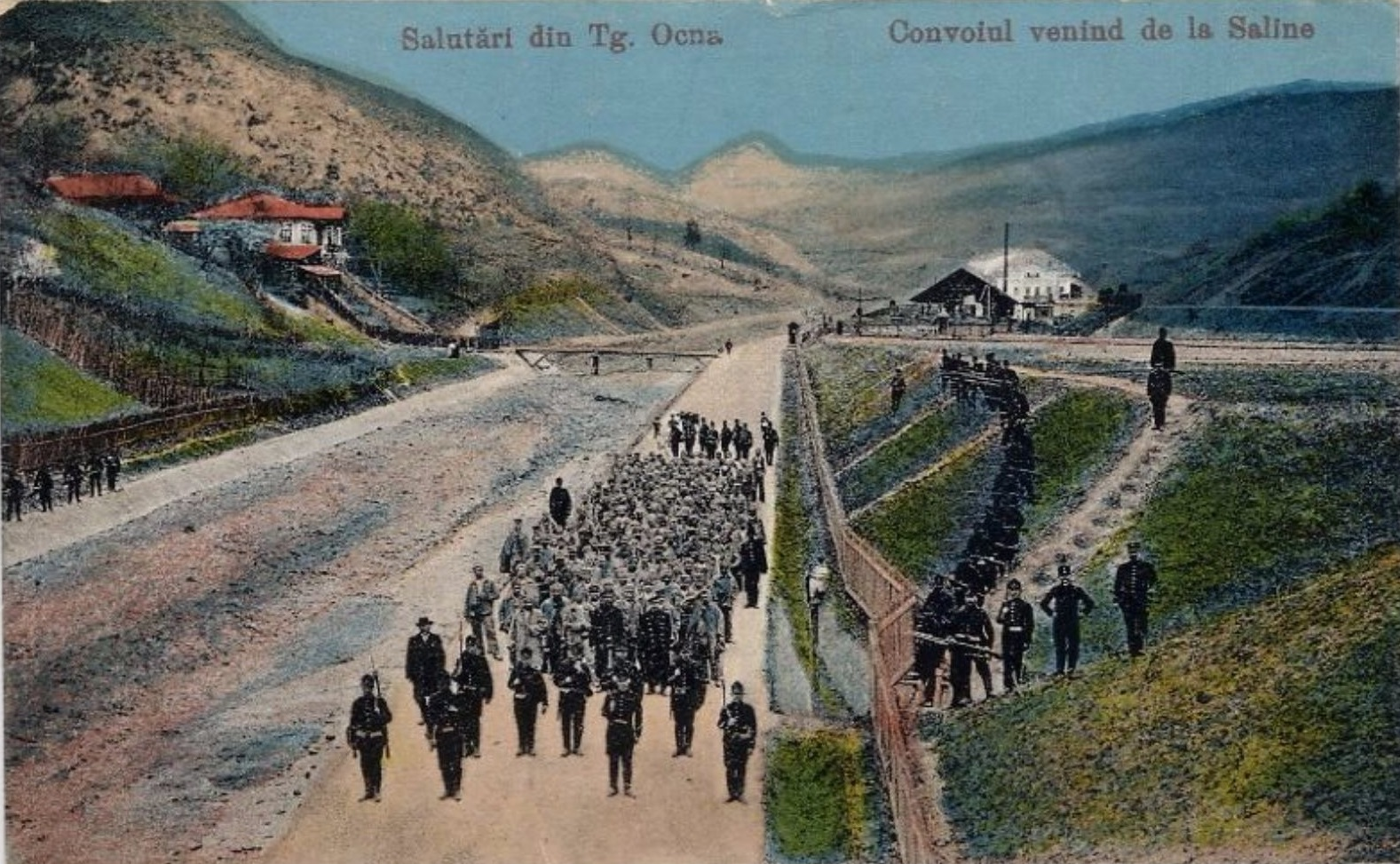
Convoi de deținuți scoși din saline și duși la Închisoarea de muncă silnică (1917)
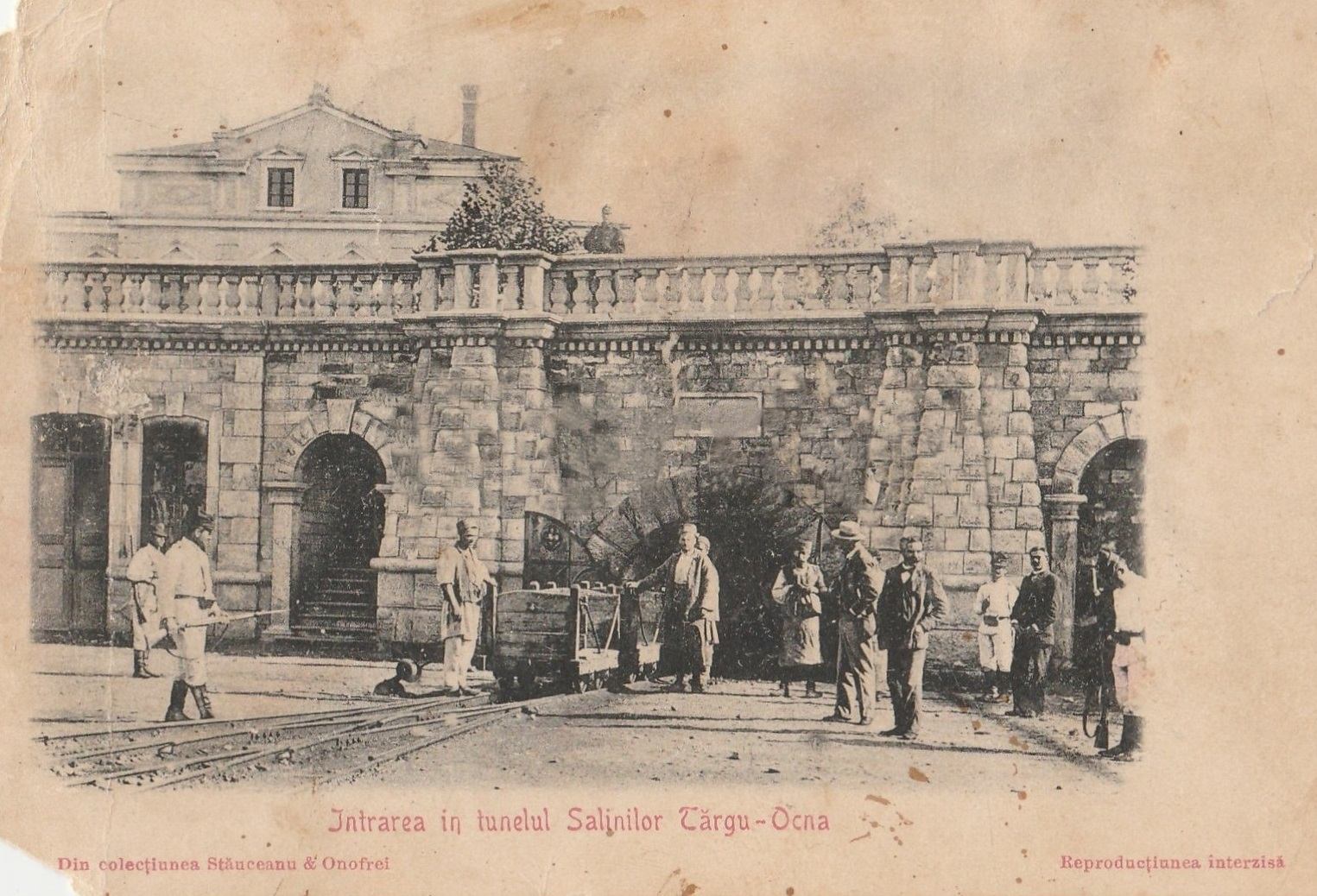
Deținuții ieșind din mină sub paza gardienilor

Cu toate că proiectul castelului a fost făcut în termenul stabilit, în cursul anului 1862, izbucnirea crizei orientale a amânat finalizarea acestui proiect câțiva ani. Abia dupa revenirea lui Grigore Ghica, dupa încetarea regimului de ocupație rusesc, lucrările de zidire a închisorii au fost reluate sub supravegherea lui Anastase Panu, încheindu-se la sfârșitul anului 1855. Edificiul spectaculos ca aspect, a impresionat prin trăinicie și dotări și a fost denumit „Castelul ocnașilor”.
De la încetarea folosirii condamnaților în ocnă și înlocuirea lor cu oameni liberi salariați au început să fie aduși deținuți tuberculoși, clădirea căpătând scop de sanatoriu, și s-a făcut separarea acestora pe categorii: gravi, mijlocii și ușor bolnavi, cu tuberculoză incipientă. Față de restul deținuților tuberculoși de la celelalte penitenciare din țară, cei din Târgu Ocna aveau paturi separate și nu comune, făceau cură de repaus cerută în tratamentul tuberculozei, li se aloca 6 lei în mâncare de fiecare, față de 4 lei în țară, și erau singurii ce creșteau în greutate.
Osândiții erau pregătiții în anumite meserii, pe care să le poată practica și după liberare, cum ar fi: confecționarea de fitile, odgoane, rogojini, roți, țesături și alte obiecte. O parte din valoarea obiectelor confecționate în atelierele închisorii era utilizată în folosul instituției, iar a patra parte a prețului lor se depunea pentru fiecare deținut în parte, banii fiind dați înapoi acestora la eliberare. Cantiatea de cânepă care s-a consumat anual în intervalul 1863-1864 a fost de 27672 ½ oca. Producția de pânză 10254 coți.
La sfârșitul secolului XIX, la extragerea sării din ocnă se foloseau 30 de condamnați. La atelierele salinei se mai întrebuințau alți 7.
Timp de 75 de ani (1856–1931) s-a desfășurat zilnic deplasarea convoiului de deținuți de la penitenciar spre salina și invers.

### Transformarea în penitenciar-spital
În felul acesta, închisorii i-a fost atribuită denumirea de „Închisoare Centrală de muncă silnică” până în anul 1931, când, cu ocazia unui consult medical efectuat tuturor condamnaților de către Generalul Dr. Romanescu s-a constatat că cea mai mare parte a condamnaților erau grav bolnavi de tuberculoză pulmonară, astfel s-a hotărât încetarea folosirii condamnaților la munca în ocnă, transformând-o în închisoare TBC, iar cu această ocazie condamnații sănătoși au fost transferați la închisorile din Aiud și Ocnele Mari, iar de la alte închisori din țară au fost trimiși la Târgu Ocna numai condamnați bolnavi.

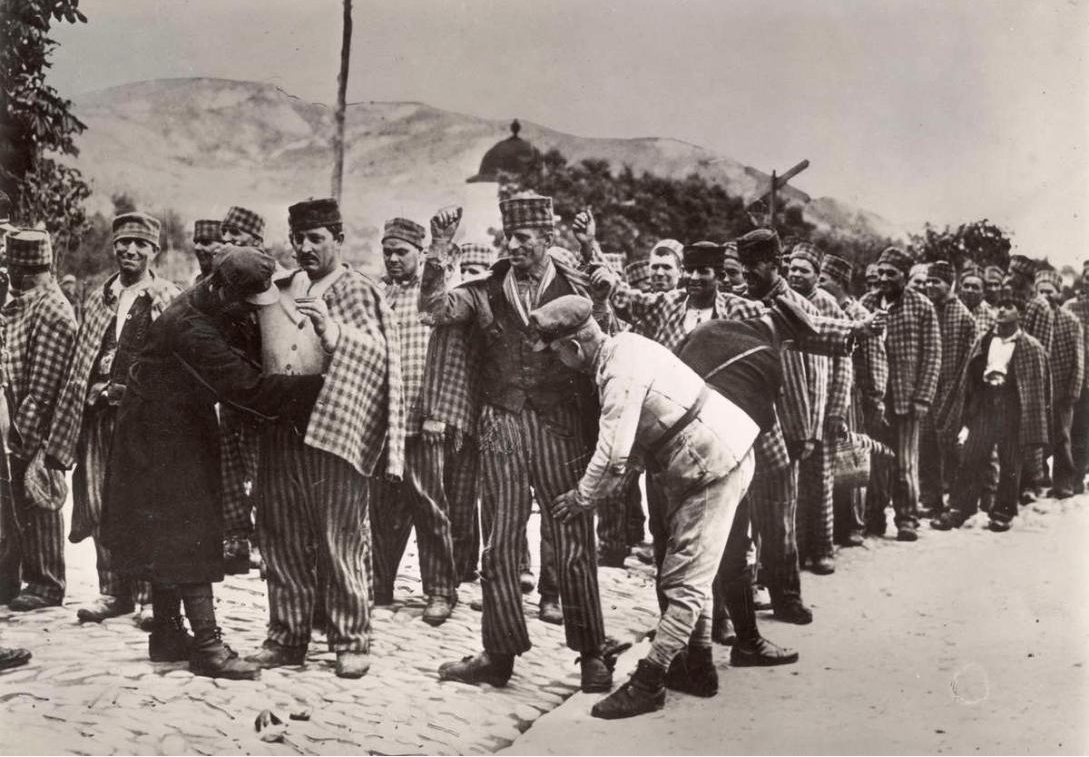
Verificarea deținuților la întoarcerea din ocnă
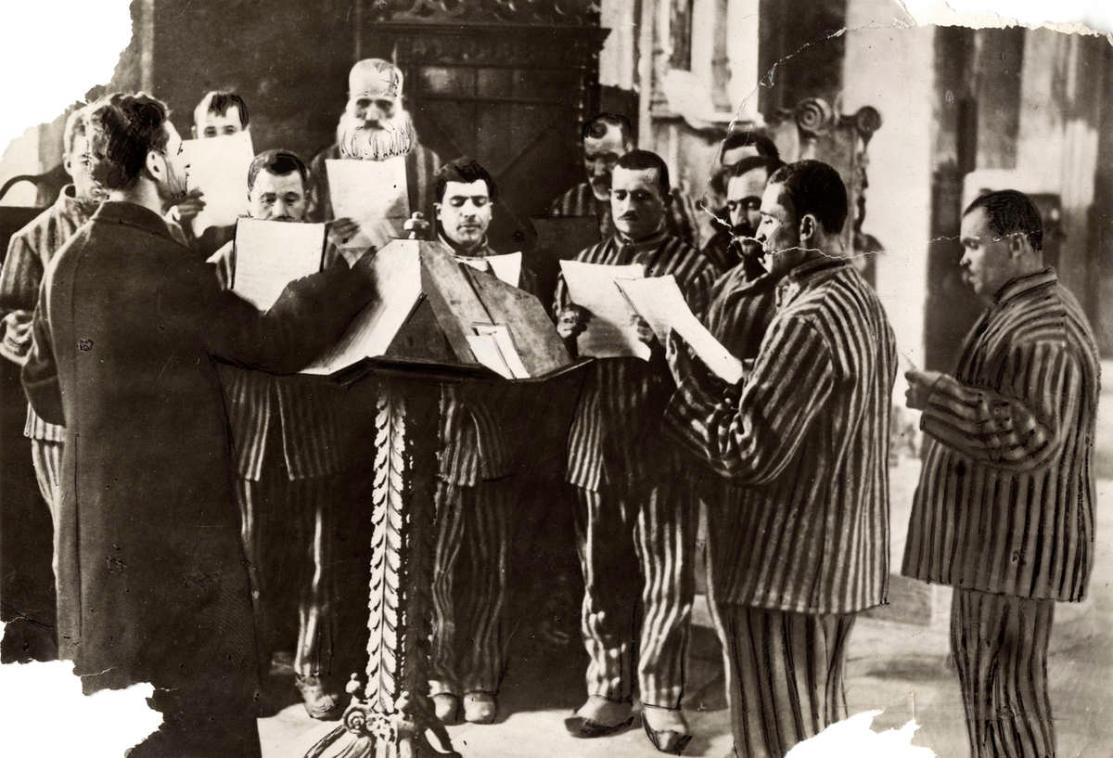
Corul bisericii
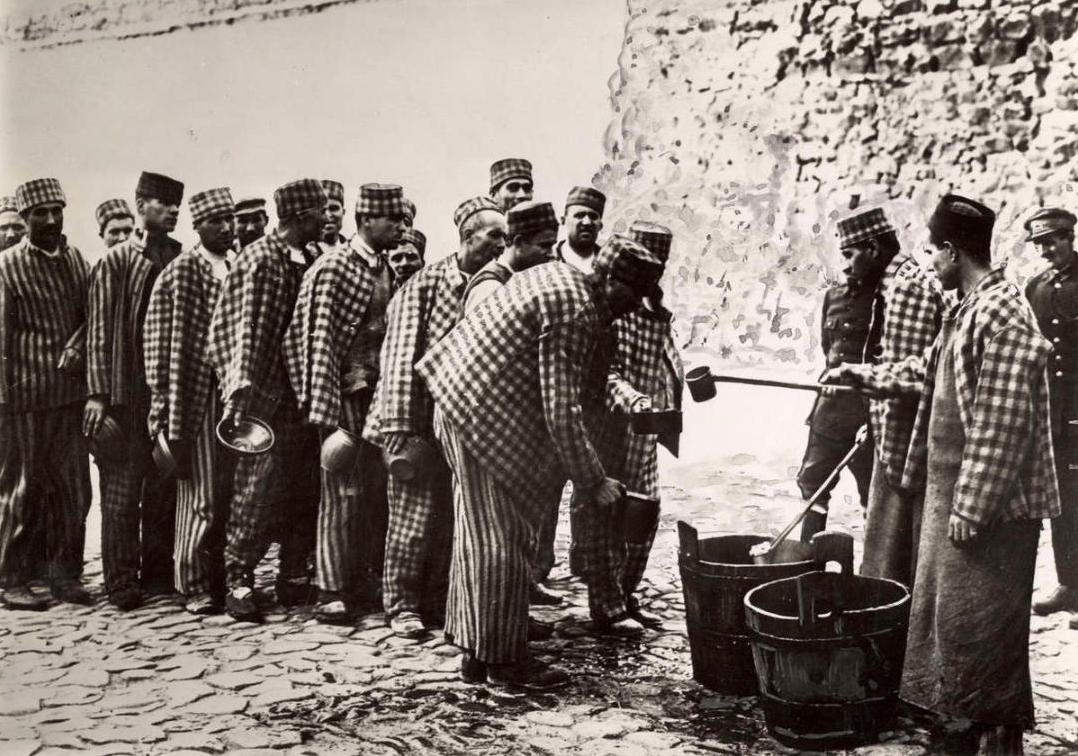
Servirea mâncării
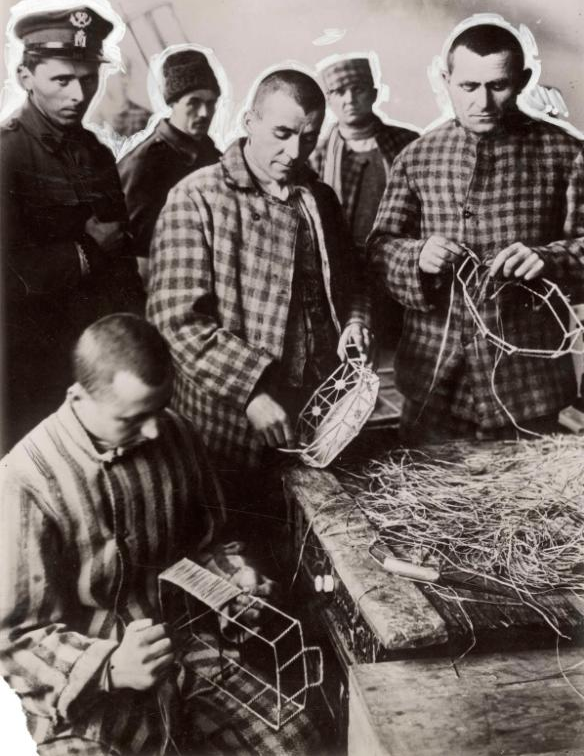
Confecționarea de coșuri
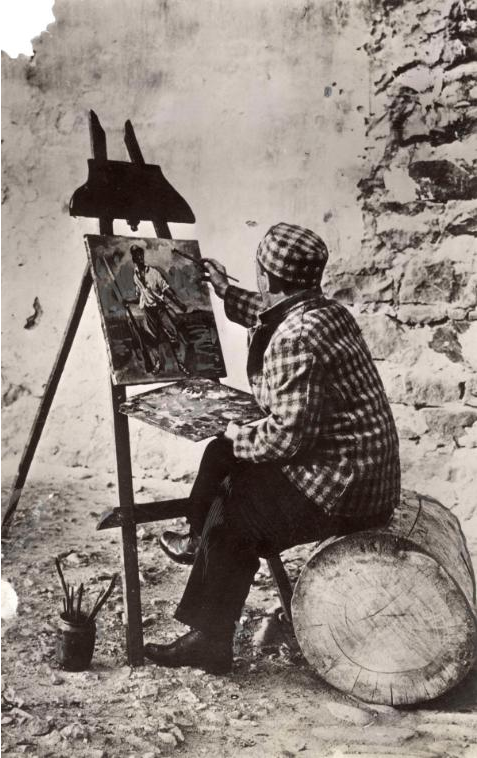
Deținut lăsat să picteze pentru bună purtare

Motivați de faptul că penitenciarul este așezat într-o regiune montană, în anul 1936 se începe construirea unei noi clădiri profil de sanatoriu TBC, cu o formă arhitectonică specifică regiunii de munte, construcția clădirii a durat trei ani.
În anul 1939 după darea în folosință a sanatoriului TBC, s-a trecut treptat la demolarea vechii închisori ce fusese construită din dispoziția domnitorului Grigore Ghica în anul 1851, iar din piatra rezultată s-a construit zidul împrejmuitor din jurul noului sanatoriu cu un perimetru de 563 metri, îngrădind o arie totală de 19.641 m pătrați.

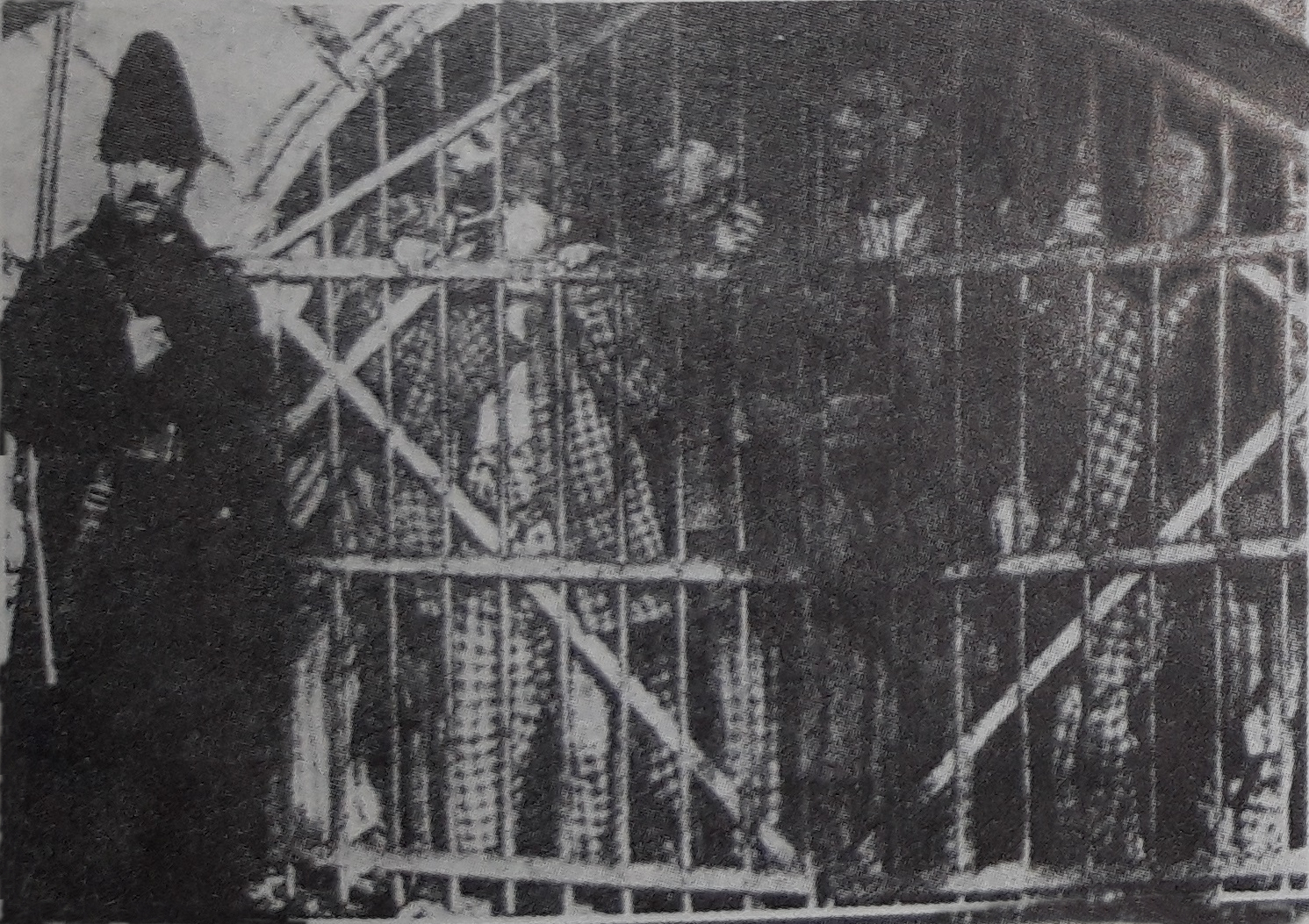
Țărani răsculați la 1907 și închiși la Închisoarea Centrală Târgu Ocna, 1928

Din documente, rezultă că în timp au executat pedepse următoarele categorii de condamnați:
- În perioada 1851 – 1930 au fost condamnați de drept comun, criminali, tâlhari, condamnați la muncă silnică pe viață, și cei condamnați pe timp limitat.[3]
- În perioada Primului Război Mondial 1916 – 1919 infracțiunile care predominau au fost dezertările de pe front și refuzul de a satisface serviciul militar.[3]
- În anul 1930 au început să fie aduși și deținuții comuniști, iar mai târziu după 3 august 1944 erau depuși deținuții contrarevoluționari, deținuții de drept comun și deținuții minori. Aceste categorii de deținuți, cu excepția minorilor au fost atât bărbați cât și femei, în perioada respectivă numărul acestora oscilând între 350 – 550.[3] Toate categoriile de condamnați prezentau boli cronice.[11]

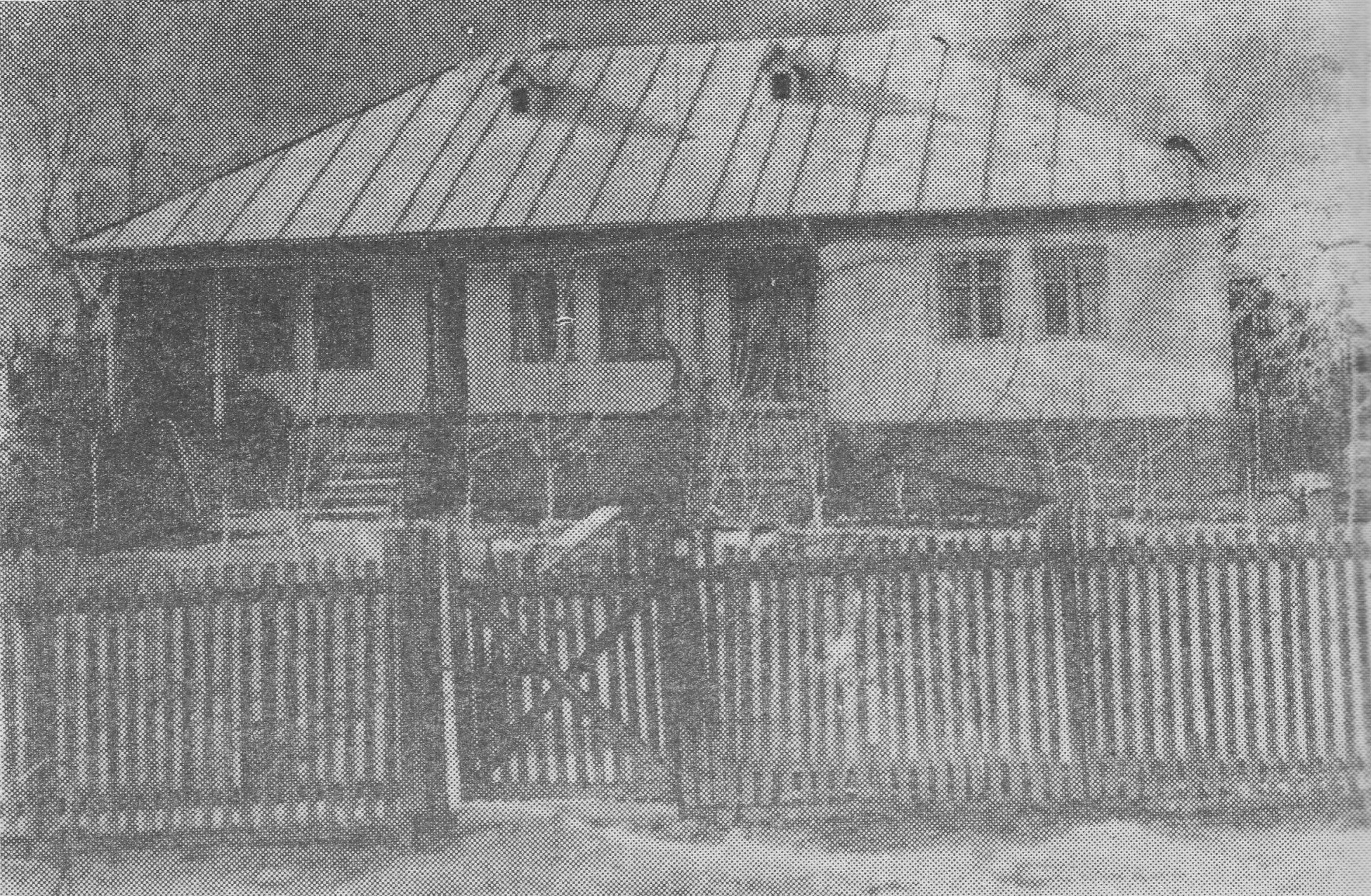
Casă conspirativă a P.C.R. Târgu Ocna, pe strada Ion Grămadă nr. 16 (fostă Armeană), folosită între anii 1932-1944 pentru menținerea legăturii cu comuniștii deținuți la închisoarea din oraș.

Zeci de răsculați au fost închiși la închisoarea din Târgu Ocna în timpul Răscoalei din 1907, printre care se aflau țărani din comunele Onești, Dărmănești, Comănești, Brusturoasa și din satele Viișoara, Târgu Trotuș, Pârâu Boghii, Tisești și Gura Slănicului, dar și mineri de la ocnă. Pentru a preveni extinderea manifestațiilor și a unor eventuale violențe la Târgu Ocna au sosit 2 companii de soldați din Regimentul 31 Calafat și o companie din Regimentul 15 Roman.

### Perioada comunistă
În cursul anului 1950, la Târgu Ocna au fost transferați de la Penitenciarul Pitești câțiva zeci de foști studenți TBC-iști. În perioada 1949-1952, la Pitești, conducerea Ministerului de Interne și a Securității, în complicitate cu o echipă de torționari selectați din rândul condamnaților aflați atunci în penitenciarul de la Suceava, a inițiat și implementat un experiment care a vizat reeducarea și demascarea prin metode de tortură a deținuților. Acest fenomen a vizat și alte penitenciare din țară, printre care și Târgu Ocna. Experimentul, pe model sovietic, a fost supervizat direct de Moscova de către ministrul de interne sovietic Lavrenti Beria și de Iosif Stalin însuși.
Studenții torționari au fost inițial formați la Pitești, fiind ulterior trimiși la Canalul Dunăre-Marea Neagră. Dintre aceștia a mai fost trimis un grup de 30–40 de torționari la Penitenciarul Gherla în iarna anului 1951, conduși de Eugen Țurcanu, frații Livinski și Ion Popescu, în scopul testării programului pe victime mai în vârstă. Un alt grup a fost trimis la Penitenciarul Ocnele Mari iar un al treilea grup la Penitenciarul-spital Târgu Ocna destinat bolnavilor de tuberculoză, unde programul a fost supravegheat de Nuți Pătrășcanu.
În cazul penitenciarelor Ocnele Mari și Târgu Ocna experimentul a întâmpinat dificultăți, la Târgu Ocna bolnavii neputând fi supuși la chinurile celorlalți sănătoși de la alte centre. Astfel, un student pe nume Virgil Ionescu a încercat să se sinucidă, iar alți studenți au intrat în greva foamei. Într-o zi de duminică, când pe terenul penitenciarului-spital se juca un meci de fotbal, pacienții au strigat după ajutor iar vestea a ajuns în oraș. După eveniment șeful biroului local al Securității, căpitanul Bălan a ordonat o anchetă, unde niciunul dintre torționari nu a fost pedepsit, însă experimentul a fost oprit iar reeducarea la Târgu Ocna după normele de la Pitești a fost considerată un eșec. Suspendarea s-a datorat condițiilor speciale de detenție, printre care faptul că închisoarea se afla amplasată în oraș, inabilități ale Securității și nu în ultimul rând, statutul deținuților ca bolnavi de tuberculoză pulmonară, ce le permitea o oarecare mișcare în interiorul unității, precum și rezervele personalului în a avea contact cu aceștia.
Până în anul 1977, unitatea a funcționat ca spital penitenciar cu profil TBC.

### Desființarea și transformarea în sanatoriu de bolnavi psihic
În baza Hotărârii Biroului Permanent al Comitetului Politic Executiv al C.C. al P.C.R. și a Decretului nr. 255/1977 Spitalul Penitenciar Târgu Ocna a fost desființat, în locul lui fiind creat un cămin de bolnavi cronici psihici.
Deținuții decedați până la desființarea penitenciarului în anul 1977 au fost înhumați într-un cimitir parohial situat în apropierea obiectivului, lângă biserica ortodoxă cu hramul Sfinții Împărați Constantin și Elena, într-o zonă mai liberă a cimitirului, fără sicriu, în gropi individuale sau comune, iar mormintele nu au fost marcate cu cruce sau cu alte semne de identificare. Între anii 1977 și 1997, timp în care imobilul penitenciarului a adăpostit un Sanatoriu pentru bolnavi psihici, unii dintre pacienții decedați aici au fost îngropați în același cimitir. În ultimele decenii, terenul unde au fost îngropați deținuții a fost cedat treptat parohiei pentru locuri de veci iar gropile ulterioare au afectat, parțial sau integral, multe din mormintele deținuților.

### Reînființarea penitenciarului
În anul 1997, prin Ordinul Ministrului Justiției nr. 1133/C, Spitalul Penitenciar a fost reînființat iar bolnavii cronici psihici au fost mutați la pavilioanele fostei mine de cărbune Vermești în anul 2000.
Institutul de Investigare a Crimelor Comunismului și Memoria Exilului Românesc (IICCMER) a organizat între 2011-2019 patru campanii de investigații arheologice în vederea descoperirii mormintelor deținuților politici morți în penitenciar.
În cursul cercetărilor arheologice efectuate în decursul anilor 2011, 2013, 2018 și 2019 au fost identificate un număr de 59 de morminte dintre care 18 aparțineau unor foști deținuți.

## În literatură
Mihail Sadoveanu descrie în „Amintirile căprarului Gheorghiță”, în fapt propria sa experiență de viață ca soldat în garnizoana din Târgu Ocna (1903):
„Castelul sta grămădit lângă Trotuș, dincolo, ca într-o văgăună. O cetățuie cu ziduri înalte, cu porți grele. Paraclisul cu turnul tăbluit roș se înălța deasupra. Suiam printre zaplazuri, printre grădini în care izvorau de pe ramuri negre verdeață și flori. Se înălțau comenzi, ne opream; ieșea afară cu garda; se împărțeau soldații în avarngardă, ariergardă și flancgărzi, – și după aceea, deodată, porțile se deschideau și unul câte unul ieșeau la lumină, ca dintr-un întuneric, condamnații în haine sure, vărgate cu negru. Erau perchizionați atent de gardieni, apoi treceau pe șoseluța înclinată, și se opreau câte patru, câte patru... Înainte, pe laturi, soldații cu arma-gătiți, cu încărcătoarele în mâini, cu baionetele sclipind în răsăritul de soare, așteptau amenințători, dintr-un cerc mare.

Ieșeau o sută, două, după cum erau și cererile de sare.

– Cornul zvârlea în văi numirea convoiului și înaintarea! Avangarda pornea, flangărzile apucau cărări cotite, de laturi, una pe calea ferată, alta printre case, pe la marginea grădinilor, suind, coborând, ocolind, aținându-se la hudițe, totdeauna la înălțimile convoiului, condamnații mergeau încet, la pas; cătușele zuruiau ușor. Trecători, căruțași, la strigătele cornului se opreau, lăsau să treacă șiragul...Priveau tăcuți, unii își întoreau capetele, – pe când ocnașiim pe ulițele înguste, pășeau fără cuvinte, fără zâmbet, cu fețele rase zbârcite, cu ochii plini de întunericul celulelor... Iar pe cău lăturalnice, șirul de soldați din dreapta, care înconjura, mergea toată vremea în pas alergător, gâfâind, cu arma întotdeauna gata, ca în așteptarea unei mari primejdii... În jumătatea aceea de ceas, cât se făcea drumul, toți, ofițeri și soldați, mai ales la început erau cu inimile strânse. O mișcare, un pas în lături din șiragul de condamnați, și arma trebuia să funcționeze... Un foc, glasul de spaimă al cornului, – puteau izbucni în fiecare clipă!”
În romanele „Robii”, „Ocnașii” și „Copilul ocnelor” (ultimul rămas ca manuscris) Gheorghe Iordache (1886-1965) din satul Vâlcele a cules din bătrâni povești cu referire la exploatarea sării la Târgu Ocna la îndemnul lui Simion Mehedinți ce a remarcat talentul scriitorului care în trecut publicase poezii și proză în revistele „Luceafăr literar”, „Trotușul”, „Neamul românesc”, fiind apreciat ulterior și de Nicolae Iorga.
În romane nu descrie zona de exploatare drept o închisoare, ci ca un loc al „muncii însuflețite”:
„Ocna, un zgomot de albine cer răsună în pâcla deasă de fum și întuneric. Din zgomotul surd, nedeslușit al muncii se aude câte un strigăt, chemând în bătaia brazdei.”
„[...] Șandramaua de la ocna tâlharilor; era veche, dărăpănată și miroasea ascuțit a mucegai. Puțul de sare se căsca în adâncime ca un hău fără fund, plin de întunecimile morții; deasupra lui ecoul cele mai mici șoapte se rostogolea ca o pietricică peste pereții nei stânci. Jos era acum liniște deplină. Tâlharii se vede că dormeau, nu se auzea niciun foșnet, nci un murmur, parcă nu exista viață omenească pe fundul puțului [...].”
„Lăcătușu îndreaptă asupra lui flacăra feștilei. Îl privi lung și simți un fel de frângere de inimă. Tâlharul era numai zdrențe din care curgeau paie. Barba aspră, câlțoasă, crescuse ca o pâslă; era albită de sare și-i îngropa obrazul cu totul; nu i se vedeau decât ochii, înfundați adânc în orbite, sticlând ca o licărire obosită. Lațele părului, îmbâcsite de asemenea cu paie și praf de sare, îi cădeau pe fațădin altă lume; tot ce era omenesc în el se pierdea sub această înfățișare sălbatică.”